# Петерс, Елена
Елена Петерс (фр. Jelena Peeters; род. 19 декабря 1985 года, Тюрнхаут, Бельгия) — бельгийская конькобежка, участница зимних Олимпийских игр 2014 и 2018 года. 6-кратная чемпионка Бельгии на отдельных дистанциях и 2-кратная в многоборье.

## Спортивная карьера
Елена Петерс родилась в городе Тюрнхаут, Антверпен, Бельгия. С детства занималась спидскейтингом и представляла национальную сборную Бельгии на чемпионате мира по спидкейтингу 2007 года в колумбийском городе — Кали. Профессионально тренироваться конькобежным спортом начала в 2010 году в Эйндховене. В настоящее время тренируется на базе клуба «Noord Limburgse Snelschaats Vereniging» в Ломмеле. Тренируется под руководством Марго ван Дейк (нидерл. Margo van Dijk). На данный момент Петерс принадлежат национальные рекорды Бельгии в конькобежных забегах на 500, 1000, 1500, 3000 и 5000 м.
В 2011 и 2012 годах Петерс выигрывала 2-е место на чемпионате Бельгии в многоборье, проходившем в Эйндховене, а в 2013 стала чемпионкой Бельгии и в том же году дебютировала сначала на чемпионате Европы в Херенвене, где стала 19-й в сумме многоборья, а следом на чемпионате мира на отдельных дистанциях в Сочи заняла 13-е место в беге на 3000 м и 12-е на 5000 м.
В 2014 году вновь выиграла чемпионат Бельгии в многоборье и дебютировала на зимних Олимпийских играх в Сочи, где заняла 12-е место на дистанции 3000 м и 20-е место на 1500 м. В марте на чемпионате мира в Херенвене поднялась на 15-е место в многоборье. Через год выиграла чемпионат Бельгии на дистанции 1500 м и заняла 11-е место в многоборье на чемпионате Европы в Челябинске.
Лучшим её выступлением было участие на чемпионат мира по конькобежному спорту на отдельных дистанциях 2016 года, что проходил в российском городе — Коломна. 14 февраля в женском масс-старте с результатом 8.22,29 (5 очков) она заняла 5-е место. В 2017 году на чемпионате Бельгии выиграла пять золотых медалей на отдельных дистанциях.
На зимних Олимпийских играх 2018 Петерс была заявлена для участия в забеге на 1500 и 5000 м. Однако, в связи с плохим самочувствием (подозрение на грипп). Главный санитарный врач команды и глава Олимпийской сборной Бельгии приняли решение о том, что она пропустит соревнования на 1500 м и будет готовиться к следующему забегу. 16 февраля в женском забеге на 5000 м Петерс финишировала с результатом 7:10.26 (+20.03). В общем итоге она заняла 10-е место.
После игр Елена участвовала на чемпионате мира в Амстердаме и заняла там предпоследнее 22-е место в сумме многоборья.

### Личная жизнь
Елена Петерс обучалась в Королевской академии художеств в Антверпене, где получила степень магистра в области графического дизайна. Она работала дизайнером в EDHV (NL) и Studio Kluif (NL), где получила серебряную европейскую премию в области дизайна. В настоящее время совладелец студии дизайна и графики "Studio WillemsPeeters".